# 86. Infanterie-Brigade (Deutsches Kaiserreich)
Die 86. Infanterie-Brigade war ein von 1897 bis 1916 bestehender Großverband der Preußischen Armee.

## Geschichte
Die Brigade wurde im Zuge der Vergrößerung der Preußischen Armee zum 1. April 1897 in Metz errichtet. Ihr waren die Infanterie-Regimenter Nr. 173 und 174 unterstellt. Gemeinsam mit der 67. und 68. Infanterie- sowie der 34. Kavallerie-Brigade bildete sie 34. Division des XVI. Armee-Korps. Am 1. April 1904 verlegte der Brigadestab nach Saint-Avold
und von dort am 1. Oktober 1912 nach Saarlouis. Zum letztgenannten Zeitpunkt schied das 10. Lothringische Infanterie-Regiment Nr. 174 aus dem Brigadeverbund und wurde durch das Infanterie-Regiment „Graf Werder“ (4. Rheinisches) Nr. 30 ersetzt.

### Erster Weltkrieg
Nach der Mobilmachung anlässlich des Ersten Weltkriegs nahm die Brigade zunächst an der Schlacht bei Longwy teil, lag ab Ende September 1914 in Stellungskämpfen in den Argonnen und war Ende August 1916 in die Schlacht um Verdun eingebunden. Während der dort folgenden Stellungskämpfe schied das 9. Lothringische Infanterie-Regiment Nr. 173 aus dem Brigadeverbund und kam am 13. Oktober 1916 zur 67. Infanterie-Brigade.
Am 3. November 1916 wurde die Brigade aufgelöst und das Infanterie-Regiment „Graf Werder“ (4. Rheinisches) Nr. 30 trat unter das Kommando der 68. Infanterie-Brigade.

### Kommandeure
| Dienstgrad          | Name                            | Datum                                                           |
| ------------------- | ------------------------------- | --------------------------------------------------------------- |
| Württ. Generalmajor | Karl von Stohrer                | 01. April 1897 bis 21. Mai 1900                                 |
| Generalmajor        | Georg von Wartenberg            | 22. Mai 1900 bis 17. Oktober 1901                               |
| Oberst              | Karl Kuehne                     | 18. Oktober 1901 bis 21. März 1902 (mit der Führung beauftragt) |
| Generalmajor        | Karl Kuehne                     | 22. März 1902 bis 9. März 1904                                  |
| Oberst              | Adolf Spenger                   | 10. März bis 23. April 1904 (mit der Führung beauftragt)        |
| Generalmajor        | Adolf Sprenger                  | 24. April 1904 bis 12. Februar 1906                             |
| Oberst              | Ludwig Bachelin                 | 13. Februar bis 9. April 1906 (mit der Führung beauftragt)      |
| Generalmajor        | Ludwig Bachelin                 | 10. April 1906 bis 23. März 1909                                |
| Oberst              | Ludwig Cleve                    | 24. März bis 19. April 1909 (mit der Führung beauftragt)        |
| Generalmajor        | Ludwig Cleve                    | 20. April 1909 bis 27. Juli 1911                                |
| Oberst              | Heinrich Trip                   | 20. Juli bis 30. September 1912 (mit der Führung beauftragt)    |
| Generalmajor        | Heinrich Trip                   | 01. Oktober 1912 bis 17. April 1913                             |
| Generalmajor        | Georg Miesitscheck von Wischkau | 18. April 1913 bis 27. Januar 1915                              |
| Oberstleutnant      | Franz André                     | 27. Januar bis 3. Februar 1915 (Führer)                         |
| Oberst/Generalmajor | Theodor Teetzmann               | 4. Februar 1915 bis 13. Oktober 1916                            |
| Oberst              | Hans Heusinger von Waldegg      | 14. Oktober bis 3. November 1916                                |